# Yrjö Saarnio (skådespelare)
För musikern med samma namn, se Yrjö Saarnio
 Yrjö David Saarnio, född 18 september 1890 i Helsingfors, död 16 april 1933 i Tavastehus, var en finländsk sångare och skådespelare. Saarnio var bror till skådespelaren Kaarlo Saarnio och från 1916 gift med sångerskan och skådespelaren Dagmar Parmas.
Saarnio verkade som skådespelare vid Koiton Näyttämö tillsammans med bland andra Hannes Veivo, Sasu Haapanen, Eero Vepsälä och Kaarlo Kytö. 1929 gjorde Saarnio fyra skivinspelningar i Tyskland med sånger av bland andra Sam Sihvo. Saarnio medverkade 1930 i filmen Kajastus.